# Julia Akkermans
Julia Akkermans (Teuven, 5 december 1991) is een Nederlandse actrice.

## Carrière
Akkermans is geboren en getogen in het Belgische Teuven (vlak bij de Nederlandse grens). Ze studeerde af in 2014 aan de Toneelacademie Maastricht en won in 2019 met de film Niemand in de stad een Gouden Kalf in de categorie beste vrouwelijke bijrol. Ze is sinds 2024 docent Stanislavski bij faaam (film actors academy Amsterdam). In 2025 speelde ze de vrouwelijke hoofdrol in de dramaserie De F*ckulteit.

## Privéleven
Akkermans heeft sinds 2022 een relatie met acteur Joes Brauers.

## Filmografie

### Film
- 2018: Niemand in de stad als Elisabeth de Vries
- 2018: All You Need Is Love als motel receptioniste
- 2020: Alles is zoals het zou moeten zijn als Cassandra
- 2022: Pink Moon als Iris

### Televisie
- 2014: Jongens als vriendin van Eddy (televisiefilm)
- 2014: Flikken Maastricht als huisgenote van Evelyn (afl. "Ciao")
- 2017: Papadag als Lisa (14 afl. 2017-2020)
- 2017: Roodkapje: Een Modern Sprookje als Suus Voorthuizen (televisiefilm)
- 2018: Zuidas als Emilie (3 afl.)
- 2019: Keizersvrouwen als Janna (5 afl.)
- 2020: Sinterklaasjournaal als Piet (22 afl. 2020-heden)
- 2021: Alles van Waarde als Christy (televisiefilm)
- 2021: Intocht van Sinterklaas als Piet (afl. "Grotepietenhuis")
- 2022: Van der Valk als Angelina Cuyper (afl. "Blood in Amsterdam")
- 2022: Dirty Lines als Janna (6 afl.)
- 2023: Rough Diamonds als Marie (5 afl.)
- 2023: De Poli als Mila (alf. "Arts Op Wielen")
- 2025: De F*ckulteit als Anouk Boone (6 afl.)

## Theater
- 2007: De ondraaglijke lichtheid van de liefde (Theatergroep Het Vervolg)
- 2011: 300 el x 50 el x 30 el (FC Bergman)
- 2013: CCC (SKaGeN)
- 2013: De leeuwenkroning (Stichting Nachtgasten)
- 2014: Annie M.G. op Soestdijk (Het Toneel Speelt)
- 2015: Othello (Toneelgroep Maastricht)
- 2015: Over het uitsterven van soorten deel 1 (Toneelacademie Maastricht)
- 2016: Borgen (Noord Nederlands Toneel)
- 2016: Eyes Wide Shut (Toneelgroep Maastricht)
- 2017: Het leven is droom (Stichting Toneelschuur Producties)
- 2018: Dorian (Noord Nederlands Toneel)
- 2018: De inspecteuren het dode meisje (Theatergroep Suburbia)
- 2019: Brave New World 2.0 (Club Guy & Roni)
- 2022: Orphée | l'amour | Eurydice (Nationale Opera en Ballet)[8]

## Prijzen en nominaties
| Jaar | Prijs                 | Categorie                                              | Werk               | Uitslag     |
| ---- | --------------------- | ------------------------------------------------------ | ------------------ | ----------- |
| 2019 | Gouden Kalf           | Beste vrouwelijke bijrol                               | Niemand in de stad | Gewonnen    |
| 2022 | Gouden Kalf           | Beste bijrol in een dramaserie                         | Dirty Lines        | Genomineerd |
| 2022 | Gouden Kalf           | Beste hoofdrol                                         | Pink Moon          | Genomineerd |
| 2022 | Tribeca Film Festival | Best Performance (International Narrative Competition) | Pink Moon          | Genomineerd |